# Héctor Marcó
Héctor Marcó (Buenos Aires, 13 de diciembre de 1906 - ibídem, 30 de septiembre de 1987) fue un músico de tango que se destacó principalmente como compositor. También fue actor de teatro y radioteatros, como "Chispazos de tradición". Fue el letrista preferido de Carlos Di Sarli y también cantaron sus tangos Edmundo Rivero, Ángel Vargas, Charlo, Ricardo Tanturi, Enrique Rodríguez, Miguel Caló y Pedro Laurenz, entre otros.

## Biografía
Nació en el barrio de Boedo de la Ciudad de Buenos Aires. Era definido utilizando el título de uno de sus tangos, como "porteño y bailarín". Pese a ser recordado como compositor de tangos, su mayor preferencia era cantar.
Se casó con Susana Lidya Orlandini, con quien tuvo dos hijos: Héctor Rodolfo Marcolongo. y Gloria Marcó (1955), cantautora de tangos.
Además de sus tangos, compuso la música de la película El camino de las llamas (1942), dirigida por Mario Soffici. Durante un tiempo tuvo orquesta de tango.

## Principales tangos
Marcó compuso también algunos tangos de éxito como:
- Bien frappé
- Alma mía
- Corazón
- Callejón
- En un beso la vida
- Porteño
- Cuatro vidas
- La capilla blanca
- Porteño y bailarín
- Nido gaucho
- Te quiero
- Whisky
- Gol argentino
- Pelota de cuero (con Edmundo Rivero).
- Esta noche de luna